# 헨리 킹지
헨리 킨지(Henry Kingi, 1943년 12월 2일 ~ )는 미국의 배우, 스턴트 배우이다.
로스앤젤레스에서 태어났다.

## 영화
- 드라이브 앵그리 3D (2011년) - 신 올드 맨 역
- 보글보글 스폰지 밥 (2004년)
- 쇼타임 (2002년)
- 슬레이어 (1998년)
- 프로텍터(영어판) (1997년)
- 바브 와이어 (1996년)
- 언더 씨즈 2 (1995년)
- 더블 드래곤 (1994년)
- 크로우 (1994년)
- 섹스와 사랑 (1993년)
- 죽음의 반지 (1993년)
- 로 앤 크라임 (1993년)
- 시티 레인져 (1993년)
- 폴리스 파트너 (1992년)
- 배트맨 2 (1992년)
- 그랜드 캐년 (1991년)
- 비밀 첩보원 제로 (1990년)
- 골빈 사나이 (1990년)
- 프레데터 2 (1990년) - 엘 스콜피오 역
- 방황의 미로 (1987년)
- 제로 투 식스티 (1978년)
- 최후의 용사 (1975년)